# Norm O'Neill
Pour les articles homonymes, voir O'Neill.
Norman Clifford O'Neill (né le 19 février 1937, décédé le 3 mars 2008), communément appelé Norm O'Neill, était un joueur de cricket international australien. Ce batteur droitier disputa 42 tests avec l'équipe d'Australie entre 1958 et 1962. Il avait débuté en sélection à l'âge de 21 ans. En first-class cricket, il effectua toute sa carrière avec l'équipe de Nouvelle-Galles du Sud.

## Équipes
- Nouvelle-Galles du Sud
  - First-class cricket : 1955-56 - 1966-67

## Sélections
- 42 sélections en Test cricket (1958 - 1965)

## Reconnaissance et récompenses individuelles
- Un des cinq Wisden Cricketers of the Year de l'année 1962
- Le trophée remis au joueur réalisant la meilleure performance individuelle lors du Frank Worrell Trophy porte son nom[2].